# Джулия Доналдсън
Джулия Доналдсън (на английски: Julia Donaldson) е популярна английска писателка, авторка на бестселъри в жанра детска литература.

## Биография и творчество
Джулия Шийлдс Доналдсън е родена на 16 септември 1948 г. в Хемпстед, Лондон, Англия, в семейството на Джеймс и Елизабет Шийлдс.
В периода 1967-1970 учи в Университета в Бристол и завършва със специалности драма и френски език. Заедно с приятелката си Морийн Пъркинкс участват в пиеси на университетския театър. След дипломирането си 6 месеца е на специализация в Париж, а после посещава САЩ. По време на специализацията си започва да композира песни.
През 1971 г. започва работа като младши редактор в издателство „Майкъл Йосиф“ в Лондон. В почивните си дни изнася представления за деца. През септември 1972 г. се омъжва за Малкълм Доналдсън, лекар, с когото се запознават в университета, и който участва заедно с нея в различни представления.
През 1973 г. тя работи в Радио Бристол, а през 1974 г. семейството се премества в Брайтън, където тя е редактор в издателство „Робърт Тиндал“. В периода 1974 – 1978 г. пише песни за Би Би Си Детска телевизия за програмата „Play Away“, където те са изпълнявани от популярни певци, а също и отделни песни за училищни пиеси.
В периода 1976 – 1977 г. учи в колежа на Брайтън и получава следдипломна квалификация по педагогика. До 1978 г. работи като учител по английски език в Брайтън. През 1978 г. ражда първия си син Хамиш, а през 1981 г. втория си син Алистър. В периода 1979-1980 г. семейството живее в Лион, Франция.
През 1983 г. семейството се мести в Бристол, където Малкълм работи в местната болница, а през 1989 г. отиват в Беърсден, а Малкълм е преподавател по здравеопазване в Университета на Глазгоу. В периода 1990-1994 г. продължава да пише детски песни за Би Би Си.
През 1991 г. се свързва с издателство „Метуин Пъблишинг“ за издаване на текста на песента „A Squash and a Squeeze“ в детска книжка. През 1993 г. тя е издадена с илюстрации от художника Аксел Шефлър.
В следващите години тя активно започва да работи като писател на пиеси и литература за деца.
През 1999 г. е публикуван романа за деца „Грузулак“. Той става незабавно бестселър и е публикуван в много страни. Дава началото на обширна поредица от произведения с участието на главния герой.
През 2011 г. писателката е удостоена със званието „доктор хонорис кауза“ от Бристолския университет, а през 2012 г. от университета в Глазгоу. През 2011 г. е удостоена с Ордена на Британската империя за заслуги в областта на литературата. Носител и на наградата за детска литература „Children’s Laureate“ за 2011-2013 г.
Джулия Доналдсън живее със семейството си в Беърсден.

## Произведения

### Самостоятелни романи
- The Dinosaur's Diary (2002)
- The Giants and the Joneses (2004)
- The Jungle House (2005)
- Running on the Cracks (2009)
- Mr Birdsnest and the House Next Door (2012)
- The Snake Who Came To Stay (2012)

### Серия „Грузулак“ (Gruffalo)
1. The Gruffalo (1999)
Грузулак, изд.“Жанет 45“ София (2015), прев. Паулина Бенатова и Манол Пейков
2. The Gruffalo's Child (2004)
Детето на Грузулака, изд.“Жанет 45“ София (2015), прев. Манол Пейков

- The Gruffalo Song: And Other Songs (2001)
- The Gruffalo Activity Book (2007)
- The Gruffalo Colouring Book (2008)
- The Gruffalo Pop-up Theatre Book (2008)
- The Gruffalo Magnet Book (2009)
- The Gruffalo's Child Activity Book (2009)
- The Gruffalo Sound Book (2010)
- The Gruffalo Red Nose Day Book (2011)
- The Gruffalo's Child Song: And Other Songs (2011) – с Аксел Шефлър
- The Gruffalo in Scots (2012)
- The Gruffalo Winter Nature Trail (2015)

в света на Грузулак

#### Серия „Моят първи Грузулак“ (My First Gruffalo)
- My First Gruffalo: Touch-and-feel (2011)
- Animal Actions (2011)
- Colours (2011) – с Аксел Шефлър
- Numbers (2011)
- Opposites (2011) – с Аксел Шефлър
- Gruffalo, What Can You See? (2011)
- Hello Gruffalo! Buggy Book (2011)

### Серия „Приказки от дъбовата гора“ (Tales from Acorn Wood)
1. Rabbit's Nap (2000)
2. Fox's Socks (2000)
3. Hide and Seek Pig (2000)
4. Postman Bear (2000)
5. Fox's Socks and Rabbit's Nap (2015)
6. Hide-and-Seek Pig and Postman Bear (2015)

### Серия „Принцесата Мирър-Бел“ (Princess Mirror-Belle)
1. Princess Mirror-Belle (2003)
2. Princess Mirror-Belle and the Magic Shoes (2005)
3. Princess Mirror-Belle and the Flying Horse (2006)
4. Princess Mirror-Belle and the Dragon Pox (2014)

### Участие в общи серии с други писатели

#### Серия „На други места“ (Elsewhere)
4. Everywhere (2012) – с Денис Мина и Майкъл Морпурго
от серията има още 3 книги от различни автори

### Пиеси
- All Aboard (1995)
- Problem Page: A Play (2000)
- The Trial of Wilf Wolf (2002)
- Bombs and Blackberries: A World War Two Play (2003)
- The Head in the Sand: A Roman Play (2003)

### Детски книжки с илюстрации
- A Squash and a Squeeze (1993)
- Cat Whispers (2000)
- The Giant Jumperee (2000)
- Monkey Puzzle (2000)
- Follow the Swallow (2001)
- Room on the Broom (2001)
Патилата на метлата, изд.“Жанет 45“ София (2017), прев. Мария Донева
- Night Monkey, Day Monkey (2002)
- The Smartest Giant in Town (2002)
- Spinderella (2002)
- The Magic Paintbrush (2003)
- The Spiffiest Giant in Town (2003)
- Conjuror Cow (2003)
- Brick-a-breck (2003)
- The Snail and the Whale (2003)
- The Wrong Kind of Bark (2004)
- Sharing a Shell (2004)
- One Ted Falls Out of Bed (2004)
- Worm Looks for Lunch (2005)
- Chocolate Mousse for Greedy Goose (2005)
- The False Tooth Fairy (2005)
- Rosie's Hat (2005)
- Charlie Cook's Favourite Book (2005)
- The Quick Brown Fox Cub (2005)
- The Room On The Broom and Other Songs (2006)
- Hippo Has A Hat (2006)
- Fly, Pigeon, Fly! (2006)
- The Princess and the Wizard (2006)
- Jumping Jack (2007)
- The Magic Jigsaw (2007)
- Tyrannosaurus Drip (2007)
- Tiddler: The story-telling fish (2007)
- Where's My Mom? (2008)
- One Mole Digging a Hole (2008)
- Stick Man (2008)
- The Tyrannosaurus Drip Song (2009)
- What The Ladybird Heard (2009)
- Toddle Waddle (2009)
- The Troll (2009)
- Tabby McTat (2009)
- Cave Baby (2010)
- Zog (2010)
- The Rhyming Rabbit (2011)
- Jack and the Flumflum Tree (2011)
- The Highway Rat (2011)
- Goat Goes To Playgroup (2012)
- The What the Ladybird Heard Song (2012)
- The Singing Mermaid (2012)
- Freddie and the Fairy (2012)
- Superworm (2012) – с Аксел Шефлър
- The Paper Dolls (2012)
- Wake Up Do, Lydia Lou (2013)
- Animal Music (2013)
- The Further Adventures of the Owl and the Pussycat (2013)
- Sugarlump and the Unicorn (2013)
- The Flying Bath (2014)
- The Scarecrows' Wedding (2014)
- Room on the Broom in Scots (2014)
- What the Jackdaw Saw (2015)
- Whit the Clockleddy Heard (2015)

### Сборници
- Waiter! Waiter! (1999) – стихове
- Wriggle and Roar!: Rhymes to Join in with (2004)
- Crazy Mayonnaisy Mum (2004) – стихове
- Play Time!: A Selection of Plays (2006)
- Poems to Perform (2013) – стихове
- Shuffle and Squelch (2015) – стихове

Документалистика
- The Snail and the Whale Activity Book (2008)
- Sharing a Shell Jigsaw Book (2008)
- Room on the Broom Activity Book (2008)
- The Smartest Giant in Town Activity Book (2009)
- Monkey Puzzle Jigsaw Book (2009)
- The Snail and the Whale Colouring Book (2010)
- Room on the Broom Colouring Book (2010) – с Аксел Шефлър
- Stick Man Jigsaw Book (2010)
- The Princess and the Wizard Activity Book (2011)
- Tales From Acorn Wood Activity Book (2011)
- The Stick Man Activity Book (2012)

### Екранизации
- 2002 The Gruffalo
- 2009 The Gruffalo
- 2011 The Gruffalo's Child
- 2012 Room on the Broom